# Leioproctus abnormis
Leioproctus abnormis är en biart som först beskrevs av Cockerell 1916.  Leioproctus abnormis ingår i släktet Leioproctus och familjen korttungebin. Inga underarter finns listade i Catalogue of Life.

## Bildgalleri

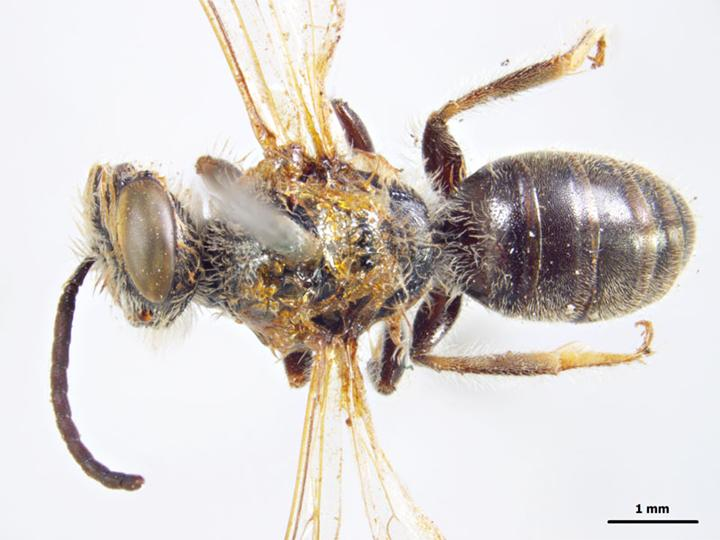